# Piramida sreće
Piramida sreće, lanac sreće, financijske piramide ili piramidni sustav je poslovni model za čije je pokretanje povremeno funkcioniranje potrebno uključiti sve veći broj sudionika koji su spremni uplatiti određeni iznos novca. Dobitci za neke sudionike gotovo isključivo nastaju, ako pronađu nove sudionike koji su spremni uključiti se i uložiti novac. U većini zemalja su ovakvi sustavi zakonski zabranjeni. 

## Oblici
U raznim modelima sustava piramide kao što je "piramida sreće" lako je uočljiv nedostatak održivosti modela.  Ne postoji ponuda proizvoda ili usluge. Novi sudionici plaćaju članarinu onima koji su ih doveli u ciklus. Te iznose stariji član zadržava djelomično i iznos ovisi o "stepenici" na kojoj se nalazi. Novi sudionici od tada moraju pronaći nove članove koji su spremni platiti određeni iznos u taj piramidni sustav.
Ako pronađu dovoljan broj novih sudionika koji su spremni platiti doprinos za svoje članstvo, a oni čine profit. Rani primjer u Njemačkoj bila je u godini 1746. osnovan "Dukatensozietät". 
"Dobro" smišljeni piramidni sustavi rastu sporije, a kolabiraju bilo od strane utjecaja države ili od spoznaje o neodrživoj prirodi sustava među potencijalnim klijentima. Piramidne sustave se obično može lako kao takve prepoznati, tako da novi korisnici mogu biti upozoreni. Oni će vremenom sve teže privući nove članove, koji padaju na sustav te prijevare.
Postupno se povećava udio članova koji njihova ulaganja više ne mogu izvuči. Sustav kolabira, čak i ako je prethodno uspješni članovi odustaju ili mijenjaju sustav. 

## Sustavi piramide
Nasuprot tome u piramidnim sustavima postoje i sustavi da se prodaju proizvodi od "vrha" sustava prema dolje s rastom cijena prodaju. Taj sustav funkcionira samo do određene cijene, onda sustav za sudionike na ljestvici propada. 

#### Mrežni marketing
Teškoće stvara razlikovanje ilegalnih sustava piramida sa sustavima za legalnu strukturu prodaje „Multi-level marketinga“ ili mrežnog marketinga. 
Osnovno pitanje za definiciju je: Dali bi kupac kupio proizvod, čak i ako ne bi dobio proviziju za pronalazak novih kupaca? 
U sustavu piramide redovito stoji prilika za zaradu prilikom pronalasku novih članova ili kupaca u prvom planu. 
U piramidnim sustavima se reklamira mogućnostima zarade ili prihoda umjesto reklame za potrošačke proizvode. Kod dopuštenoga multi-level marketinga, proizvodi se uglavnom prodaju potrošača koji nisu dio distribucijskog sustava. 
Dokazi za nezakonite piramidne sustave su: 
- prilike za zaradu uglavnom se postiže pridobivanjem novih članova, često i popraćeno takozvanih "pasivnih prihoda"
- distribuirani proizvodi često imaju prekomjernu cijenu
- trgovačka marža, ili provizija za proizvod je neobično visoka
- gotovo ne postoje korisnici koji bi kupili proizvod za traženu cijenu bez izgleda na proviziju.

### Piramidni sustavi ulaganja novca
U značajnoj mjeri su štetni sustavi, o čijim karakteru ulagači nisu svjesni. To uključuje ulagačke modele u kojima se stvara novac i gdje se nude često vrlo visoke povrate, koje ne nastaju normalnim poslovanjem nego koji isključivo postoje na papiru. Sustav propada kada veći broj ulagača shvati o kakvim sustavu se radi i kada pokušavaju vratiti svoj novac. 
Tijekom 1997. godine takva »ulaganja« su u Albaniji dovele do ozbiljnih nemira. Ulagači su bili ponuđene vrlo visoke povrate na njihova ulaganja. Mnoge obitelji uložio cijeli novac I uzimali kredite.
Ukupno je bilo uloženo oko 1,2 milijarde US $. Charles Ponzi je u SAD-u 1920 uspio u roku od šest mjeseci sakupiti oko 150 milijuna US $. U oba primjera ulagačima je bilo sugerirano, da se može postignuti velika zarada. Tvrtke u Albaniji su prividno cinili ulaganja da bi potaknuli povjerenje Charles Ponzi je tvrdio da je razvio određeni poslovni model koji postiže ogroman povratak ulaganja. 
Turska tvrtka Yimpaş se je oglašavala s pečatom povjerenja turske dijaspore u europi. Više od 50 holdinga su u razdoblju od 1997-2002 skupili od 5 do 50 milijardi eura s takozvanim "modelom iz Konye". 
Investitorima je bilo predloženo da im je novac uložen na zapovijedi islama, da stvaraju sa svojom ulaganjima radna mjesta u turskoj i da oni stvaraju visoke povrate. 
Do sada najveći takav sustav je puknuo u prosincu 2008. i poznat pod imenom "Madoffov skandal" (Bernard L. Madoff) i djelovao uz pomoć takozvanih "hedge fondova" i oštetio svoje suigrače za ukupno oko 50 milijardi američkih dolara.

## Povijesni i pravni aspekti
U Njemačkoj, Austriji i Švicarskoj sustavi piramide su zakonski zabranjeni.

## Vanjske poveznice
- Koordinationsstelle zur Bekämpfung der Internet-Kriminalität (KOBIK) - Informationen zum Thema "Schneeballsysteme", njemački[neaktivna poveznica]
- www.pyramidenspiele.eu  Arhivirana inačica izvorne stranice od 20. lipnja 2013. (Wayback Machine)